# Waldbauer (Breckerfeld)

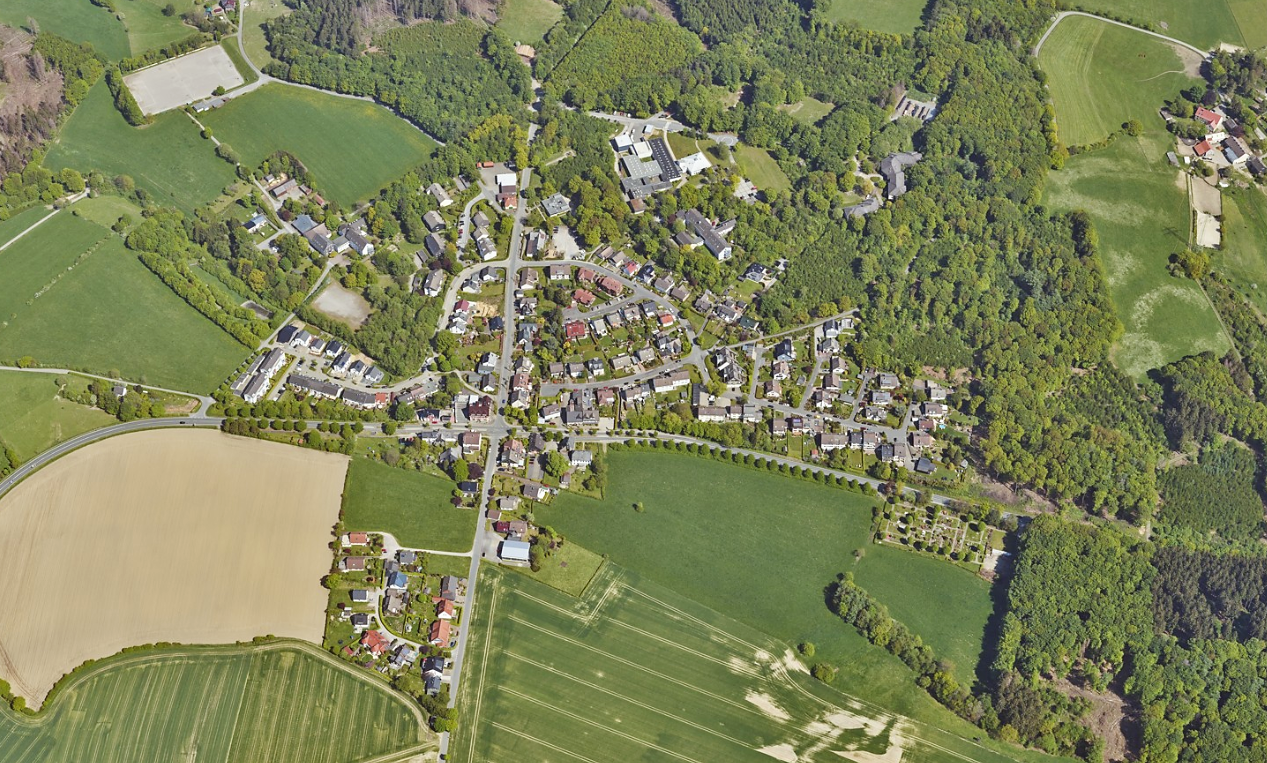
Luftbild Waldbauer/Zurstraße

Waldbauer war bis 1975 eine eigenständige Gemeinde und ist heute ein Stadtteil (Bezirk) von Breckerfeld im Ennepe-Ruhr-Kreis südlich von Hagen in Nordrhein-Westfalen.

## Lage und Beschreibung
Waldbauer umfasst den nördlichen Teil des Breckerfelder Stadtgebiets. Neben der größeren Ortschaft Zurstraße befinden sich in Waldbauer zahlreiche weitere Weiler und Hofstellen. Mit Schöpplenberg geht die beurkundete Geschichte des Ortsteils bis in das 11. Jahrhundert zurück.

## Geschichte
Aus prähistorischer Zeit sind am Rafflenbeuler Kopf beim Hof Rafflenbeul hügelartige Erhebungen bekannt, die als Grabbauten gedeutet werden.
Die erste urkundliche Erwähnung als Waltburschop (Bauerschaft) fand 1486 im Schatzbuch der Grafschaft Mark statt. Nach einer weiteren Erwähnung in 1500 als Walburschop wird es 1659 als Waldbauerrschaft genannt. 1705 gehörte Waldbauer zum Gerichtsbezirk Hagen im Amt Wetter der  Grafschaft Mark.
Das beginnende 19. Jahrhundert brachte umfangreiche Änderungen in die alten Kommunalstrukturen. Waldbauer gehörte nun nach Abschluss der Napoleonischen Feldzüge 1807 als Landgemeinde zum neu eingerichteten Ruhr-Departement und hier zur Munizipalität (später Mairie) Enneperstraße im Kanton Hagen, das zur Präfektur Dortmund des französischen Satellitenstaates Großherzogtum Berg gerechnet wird.
Seit dem Ende des Zivilgouvernements zwischen Weser und Rhein im Juli 1816 gehörte unter Preußen die Bürgermeisterei Enneperstraße mit den Gemeinden Haspe, Vorhalle, Voerde, Waldbauer und Westerbauer sowie einer Anzahl von kleineren Hofstellen und Weilern dem neu gebildeten Landkreis Hagen an.
1818 lebten zusammen 612 Einwohner in der Gemeinde Waldbauer, deren Wohnplätze den zwei Schulbezirken Zur Straße oder Eilpe zugewiesen waren. Laut der Ortschafts- und Entfernungs-Tabelle des Regierungs-Bezirks Arnsberg besaß Waldbauer 1838 nun eine Einwohnerzahl von gesamt 1036, die sich in 24 katholische und 1011 evangelische Gemeindemitglieder aufteilte. Die Wohnplätze der Bürgermeisterei umfassten zusammen eine Kirche, vier öffentliche Gebäude, 121 Wohnhäuser, 17 Fabrikationsstätten oder Mühlen und 51 landwirtschaftliche Gebäude.
Wohnplätze der Gemeinde waren (zeitgenössische Schreibweise):
- Schulbezirk Eilpe (Kirchspiel Hagen): Killing und Selbecke.
- Schulbezirk Zur Straße: Dorf Zurstraße,  Altena, Baunscheid, Beenscheid, Brackel, Damm, Dicken, Egge, Eiken, Grüne, Hagebäuke, Hahnengericht, Hamperfeld, Heide, Homborn, Hütte, Klippe, Kötting, Kreuzwege, Kuhfeld, Lofert, Lukersiepen, Making, Möcking, Neuenhause, Niederfeldhausen, Oberfeldhausen, Peddinghausen, Rafflenbeul, Rohland, Schöpplenberg, Siepen, Stänking, Stall, Stutenhagen, Sürke, Tempel, Vorwerk, Voßloch, Wahle, Wildspringe und Wirminghausen.

Mit Inkrafttreten der preußischen Landgemeindeordnung für die Provinz Westfalen wurde 1843 die übergeordnete Bürgermeisterei Enneperstraße in das Amt Enneperstraße umgewandelt, Waldbauer verblieb dabei im Gemeindeverband.
Das Gemeindelexikon für die Provinz Westfalen von 1897 gibt für die Gemeinde Waldbauer eine Einwohnerzahl von 1034 an (988 evangelischen und 46 katholischen Bekenntnisses), die in 56 Wohnplätzen mit zusammen 148 Wohnhäuser und 184 Haushaltungen lebten. Die Fläche der Gemeinde (2223 ha) unterteilte sich in 518 ha Ackerland, 88 ha Wiesen und 1464 ha Wald.
Zusätzlich zu den oben genannten werden folgende Wohnplätze aufgeführt  (zeitgenössische Schreibweise): Brannten, Buddenkamp, Flachskämpe, Haferkruste, Hampermühle, Hasperhammer, Hegde (Gehegde), Hinter Feldhausen, Höhe, Langeloh, Lunker, Rothe Hirsch, Schönthal, Strücken und Sundern.
1898 wurde die Landgemeinde Westerbauer nach Haspe eingemeindet, womit das Amt Enneperstraße erlosch. Die Landgemeinde Waldbauer wurde daraufhin dem Amt Breckerfeld angeschlossen.
Am 1. April 1901 musste Waldbauer im Bereich Selbecke eine Fläche von 144 ha an die Stadt Hagen abtreten. 1929 wurde der Landkreis Hagen aufgelöst und das Amt Breckerfeld mit Waldbauer kam zum neu gegründeten Ennepe-Ruhr-Kreis.
In der Zeit des Nationalsozialismus zählte die Gemeinde Waldbauer im Ennepe-Ruhr-Kreis kaum mehr als 700 Einwohner: 716 Einwohner im Jahr 1933, 719 im Jahr 1939.
Am 1. Januar 1970 wurde die Gemeinde Waldbauer aufgrund des Gesetzes zur Neugliederung des Ennepe-Ruhr-Kreises in die Stadt Hagen eingemeindet. Nach einem Gerichtsurteil wurde die Gemeinde am 18. Dezember 1970 wieder selbständig. Da sie nach ihrer Größe und Einwohnerzahl in der Ballungsrandzone nicht selbständig bleiben konnte, wurde sie am 1. Januar 1975 durch das Sauerland/Paderborn-Gesetz in die Stadt Breckerfeld eingemeindet, das Amt Breckerfeld zugleich aufgelöst. Teile der Gemarkung Waldbauer wurden dabei erneut der Stadt Hagen zugewiesen.